# چوی اون-سوک
چوی اون-سوک (انگلیسی: Choi Eun-sook؛ زادهٔ ۲۸ فوریهٔ ۱۹۸۶) شمشیرباز اهل کره جنوبی است.
وی در مسابقات کشوری و بین‌المللی در مجموع برندهٔ ۵ مدال نقره شده‌است.